# Microtatorchis
Microtatorchis là một chi thực vật có hoa trong họ, Orchidaceae.